# Ольгинский приход
Ольгинский приход (норв. Den apostel-like fyrstinne hellige Olga menighet) — церковно-административная структура в составе норвежского благочиния Русской православной церкви с центром в Осло в Норвегии.
В структуру Ольгинского прихода входят: арендованный у лютеранской церкви Норвегии Храм Христа Спасителя в Осло, православная община в честь мученицы Ирины в городе Ставангере, а также Свято-Троицкое норвежское общество.
Официальный орган прихода — журнал «Духовная лепта», издающийся с января 1998 года.

## История

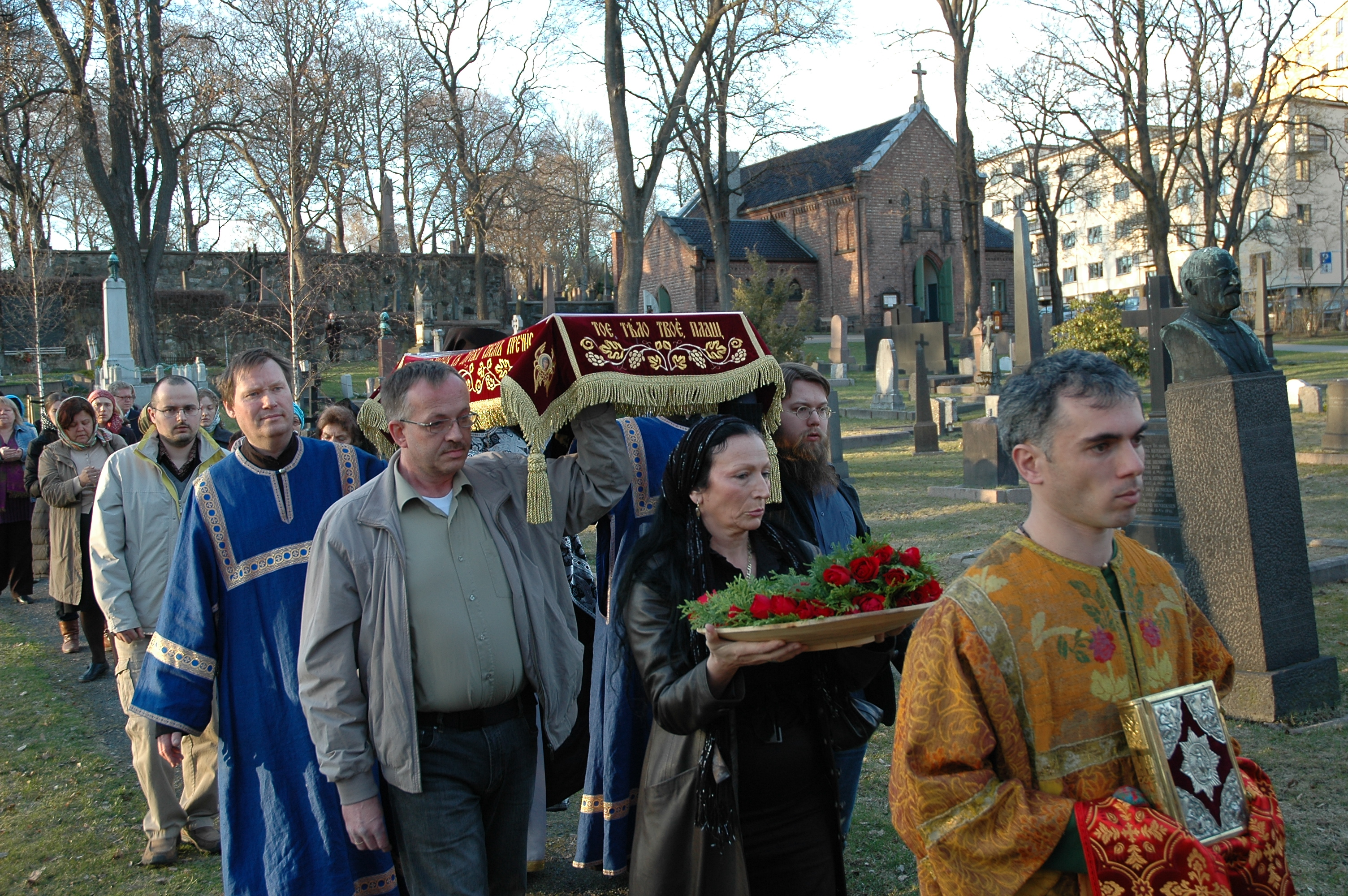

14 декабря 1996 года общим решением учредительного собрания под председательством протоиерея Виктора Лютика в Осло был образован приход в честь св. равноапостольной княгини Ольги. 7 апреля 1997 года приход получил официальную государственную регистрацию, а решением Священного Синода от 17 апреля 1997 года был принят в юрисдикцию Московского патриархата.
Распоряжением Председателя Отдела внешних церковных связей митрополита Смоленского и Калининградского Кирилла (Гундяева), настоятелем новоучреждённого прихода был назначен иеромонах Климент (Хухтамяки). Первые службы были совершены в часовне при муниципальной больнице, а также в греческой Благовещенской церкви.
11 августа 1998 года настоятелем Ольгинского прихода иеромонахом Климентом в сослужении сотрудника ОВЦС протоиерея Всеволода Чаплина и настоятеля Никольского прихода в Осло архимандрита Иоанна (Йохансена) были освящены временные помещения домового храма в центре норвежской столицы (Inkognitogatan, 22), полученные при поддержке посла России в Норвегии Юлия Квицинского.
В 2003 году в долговременную аренду приходу был передан лютеранский храм Христа Спасителя (Akersvej, 33) на историко-мемориальном кладбище в центре норвежской столицы.
При приходе действует воскресная школа для детей, иконописный класс, проводятся лекции о православии на русском и норвежском языках.
В 2014 году составная часть прихода — община в честь святой Анны Новгородской в Тронхейме — была выделена в отдельный приход, получивший собственную государственную регистрацию и отдельный реестр членов.